# Kan-i-Gut
Kan-i-Gut (kirgisisch Канигут үңкүрү, deutsch etwa Mine des Verlusts) ist eine Höhle im Rajon Batken (Kirgisistan) an den Nordhängen der Turkestankette. Kan-i-Gut ist etwa 6000 Meter lang, die genauen Abmessungen sind nicht bekannt. Die Höhle steht unter Naturschutz.
Vom 6. bis zum 11. Jahrhundert wurde die Höhle als Bergwerk genutzt. Abgebaut wurden in erster Linie Eisen, Silber und andere Mineralien und Metalle. Als erstes bauten arabische Bergleute Rohstoffe ab, später dann chinesische Bergleute und während des Zweiten Weltkriegs mussten sowjetische Kriegsgefangene in der Höhle arbeiten. Avicenna erwähnte die Höhle in einer seiner Schriften.